# Primula occlusa
Primula occlusa är en viveväxtart som beskrevs av William Wright Smith. Primula occlusa ingår i släktet vivor, och familjen viveväxter. Inga underarter finns listade i Catalogue of Life.